# Грибовка (Уфимский район)
Грибовка (баш. Грибовка) — деревня в Уфимском районе Республики Башкортостан Российской Федерации. Входит в состав Кирилловского сельсовета.

## География

### Географическое положение
Расстояние до:
- районного центра (Уфа): 5 км,
- центра сельсовета (Кириллово): 1 км,
- ближайшей ж/д станции (Иглино): 9 км.

## История
Ранее деревня входила в Шакшинский поссовет (в разные годы — Шакшинский сельсовет), расформированный в 1980 году, в связи с вхождением центра поссовета Шакши в состав города Уфы).

## Население
| 2002 | 2009 | 2010 |
| ---- | ---- | ---- |
| 152  | ↗248 | ↗316 |

Национальный состав
Согласно переписи 2002 года, преобладающая национальность — русские (54 %).
Согласно переписи 2020 года, преобладающая национальность — русские (54,6 %), татары (22,5 %), башкиры (19,7 %).

## Религия
В деревне есть православная церковь Архангела Михаила.